# Brendon Rodney
Brendon Rodney (9 aprile 1992) è un velocista canadese.

## Palmarès
| Anno | Manifestazione          | Sede           | Evento      | Risultato  | Prestazione | Note                                                       |
| ---- | ----------------------- | -------------- | ----------- | ---------- | ----------- | ---------------------------------------------------------- |
| 2013 | Universiadi             | Kazan'         | 200 m piani | 5º         | 20"72       |                                                            |
| 2013 | Universiadi             | Kazan'         | 4×100 m     | Finale     | dq          |                                                            |
| 2013 | Universiadi             | Kazan'         | 4×400 m     | Oro        | 3'05"26     |                                                            |
| 2014 | Giochi del Commonwealth | Glasgow        | 200 m piani | Semifinale | 20"89       |                                                            |
| 2014 | Giochi del Commonwealth | Glasgow        | 4×100 m     | Batteria   | dq          |                                                            |
| 2015 | Giochi panamericani     | Toronto        | 200 m piani | Semifinale | 20"29       |                                                            |
| 2015 | Giochi panamericani     | Toronto        | 4×100 m     | Finale     | dq          |                                                            |
| 2015 | Mondiali                | Pechino        | 200 m piani | Semifinale | 20"46       |                                                            |
| 2015 | Mondiali                | Pechino        | 4×100 m     | Bronzo     | 38"13       |                                                            |
| 2016 | Giochi olimpici         | Rio de Janeiro | 200 m piani | Batteria   | 20"34       |                                                            |
| 2016 | Giochi olimpici         | Rio de Janeiro | 4×100 m     | Bronzo     | 37"64       | Record nazionale                                           |
| 2017 | World Relays            | Nassau         | 4×100 m     | Finale     | dnf         |                                                            |
| 2017 | World Relays            | Nassau         | 4×200 m     | Oro        | 1'19"42     |                                                            |
| 2017 | Mondiali                | Londra         | 100 m piani | Batteria   | 10"36       |                                                            |
| 2017 | Mondiali                | Londra         | 4×100 m     | 6º         | 38"59       |                                                            |
| 2019 | World Relays            | Yokohama       | 4×100 m     | Batteria   | 38"76       |                                                            |
| 2019 | Giochi panamericani     | Lima           | 200 m piani | Batteria   | 20"74       |                                                            |
| 2019 | Giochi panamericani     | Lima           | 4×100 m     | 4º         | 39"00       |                                                            |
| 2019 | Mondiali                | Doha           | 200 m piani | Semifinale | 20"34       |                                                            |
| 2019 | Mondiali                | Doha           | 4×100 m     | Batteria   | 37"91       | Miglior prestazione personale stagionale                   |
| 2021 | Giochi olimpici         | Tokyo          | 200 m piani | Batteria   | 20"60       | Miglior prestazione personale stagionale                   |
| 2021 | Giochi olimpici         | Tokyo          | 4×100 m     | Argento    | 37"70       | [ 1 ] [ 2 ]                                                |
| 2022 | Mondiali                | Eugene         | 4×100 m     | Oro        | 37"48       | Record nazionale · Miglior prestazione mondiale stagionale |
| 2022 | Giochi del Commonwealth | Birmingham     | 200 m piani | 5º         | 20"65       |                                                            |
| 2023 | Mondiali                | Budapest       | 100 m piani | Semifinale | 10"25       |                                                            |
| 2023 | Mondiali                | Budapest       | 200 m piani | Semifinale | 20"27       |                                                            |
| 2023 | Mondiali                | Budapest       | 4x100 m     | Batteria   | 38"25       |                                                            |
| 2024 | Mondiali indoor         | Glasgow        | 60 m piani  | Batteria   | 6"80        |                                                            |
| 2024 | World Relays            | Nassau         | 4x100 m     | Argento    | 37"89       |                                                            |
| 2024 | Giochi olimpici         | Parigi         | 200 m piani | Semifinale | 20"59       |                                                            |
| 2024 | Giochi olimpici         | Parigi         | 4×100 m     | Oro        | 37"50       |                                                            |
| 2025 | World Relays            | Guangzhou      | 4x100 m     | Bronzo     | 38"11       |                                                            |